# Robrichia oldemanii
Espèce
Synonymes
Selon Tropicos (06/06/2022) et GBIF (06/06/2022) :
- Enterolobium oldemanii Barneby & J.W. Grimes[4] - Basionyme

Robrichia oldemanii, est une espèce de plantes à fleurs de la famille des Fabaceae (Mimosoideae), anciennement inclus dans le genre Enterolobium. C'est un grand arbre forestier rare endémique de Guyane.
Son nom rend hommage au botaniste néerlandais et ancien conservateur de l'Herbier de Guyane (CAY), Roelof Arent Albert Oldeman.
Il est connu en Guyane sous les noms d’Acacia mâle (Créole), Titim-bati-batra (Nenge tongo), Sucupira-amarela (portugais du Brésil).

## Statut
Robrichia oldemanii est une espèce déterminante ZNIEFF en Guyane.

## Description
Robrichia oldemanii est un arbre haut de 30 m pour 70 cm diamètre, avec un houppier tabulaire large et bas, ressemblant beaucoup à Robrichia schomburgkii (l'écorce de Robrichia oldemanii est lisse, les folioles un peu plus larges, les fleurs presque deux fois grandes, et l'ovaire moins pubescent et moins oblique mais fortement tronqué).
Les feuilles sont bipennées de formule xvi-xxiii/35-49.
Les stipules sont précocement caduques (laissant une cicatrice transversale), coriaces, épaisses, de forme inéquilatérale triangulaires-lancéolées ou lancéolées, mesurant 4,0-4,75 x 2,0-2,25 mm.
Le rachis est long de 6,5-14 cm, et le pétiole de 9-20 mm, effilé à partir d'un pulvinus élargi mais à peine différencié, mesurant de 0,8-1,8 mm de diamètre au milieu.
On observe un nectaire pétiolaire directement adjacent au pulvinus, au milieu du pétiole ou à proximité de la première paire de pennes, sessile, cupulaire à rebord épais, mesurant 1,0-1,4 mm de diamètre.
On note des nectaires similaires mais plus petits entre les 3-5 paires de pennes ultimes.
Les pennes, espacée de 3-6 mm, sont un peu décroissantes aux deux extrémités du rachis (les rachidules les plus longs mesurant (2,6)3,5- 5-7 cm).
Les folioles, espacées de 0,5-0,85(-1) mm, sont planes, insérées sur la face ventrale du rachidule, adjacentes à une côte centrale, apparaissant à l'œil nu sessiles contre le rachis, avec des pulvinules ridées et foncées larges de ± 0,3-0,35 mm.
Elles sont de taille décroissante à chaque extrémité des pennes, de forme linéaire à linéaire-elliptique, à base tronquée de manière inéquilatérale, à apex largement acuminé, à limbes droits, plan, souvent ciliolées mais glabres sur les deux faces, mesurant 5-6 x 0,7-1,2 mm pour les plus longues, avec une nervation réduite à une nervure médiane déplacée vers l'avant.
On compte 1-2(3) pédoncules par nœud, longs de 1,2-3,6 cm, portant des capitules de 32-38 fleurs, sur un réceptacle claviforme ou globuleux mesurant ± 3,0-5,25 mm.
Les fleurs périphériques portent des bractées persistantes jusqu'à l'anthèse, de forme linéaire-spatulé à oblancéolé mesurant ± 1 mm, à marge hyaline, pubescentes à l'apex (celles des fleurs terminales environ deux fois plus grandes à marge non hyaline).
Les fleurs sont dimorphes entre le sommet et la périphérie de l'inflorescence :
- Les fleurs périphériques portent un calice tubulaire mesurant 5-6 mm, contracté à la base en un pédicelle obconique de 0,5-1 mm, avec des dents larges et triangulaires de ± 0,9 mm.

La corolle mesure 7-8(8,2) mm, avec des lobes lancéolés de 2,3-2,4 x 1 mm. L'androcée est 10-mère, est large 20-29 mm (1-1,6 mm à la base), avec un tube long de 3-5 mm. L'ovaire mesurant 2,6-3,5 mm, est de forme obovoïde tronquée, densément pubérulent (au moins le long de la suture ventrale). Le style est légèrement plus long que les étamines.
- Les fleurs terminales portent un calice sessiles, profondément campanulées 5,5-6 x 2,8-3,3 mm, avec des dents de ± 1 mm. La corolle mesure ± 11 mm, avec des lobes de 2,5 mm. Le tube de l'androcée est exsert, long de 1,5-2 mm. L'ovaire est rudimentaire ou de forme et de taille similaires à celles du fleurs périphérique, de forme subarrondie avec un disque peu profond.

On compte jusqu'à 3 fruits par capitule.
Il s'agit de gousses recourbées en disques plus ou moins complets (0,5-1,5), de 9-11 cm de diamètre.
La nervure de la suture est légèrement élargie, avec des valves finement veinuleuses larges de 3,4-4,5 cm, jusqu'à 6 mm d'épaisseur au niveau des graines.
Les graines de forme ovale-elliptique, mesurant ± 9 × 5 mm, rangées dans des alvéoles sur sur 2 ou 3 rangs, avec un mésocarpe ligneux de couleur brune, sont entourées d'un tégument apparemment brun brillant,.

## Répartition
Robrichia oldemanii est endémique de Guyane (région de Cayenne, Piste-de-St-Elie entre le Sinnamary et la Counamama). Des fruits auraient été collectés du Brésil (Amazonas),,.

## Écologie
Robrichia oldemanii est un arbre des forêts anciennes non perturbées, à feuillage caduc fleurissant en octobre-novembre.

## Utilisation
La maigre pulpe qui entoure les graines de Robrichia oldemanii est sucrée et comestible.
Le bois de Robrichia oldemanii est assez lourd (densité : 0,8-0,9), de couleur jaune doré irrégulièrement veiné de brun violacé, devenant brun-jaune ou beige rougeâtre, résistant aux champignons, aux termites et autres insectes xylophages, employé en charpenterie lourde, en menuiserie intérieure et extérieure, et en ébénisterie,.
Notons que la gomme du tronc d'une espèce proche (Robrichia schomburgkii) serait un remède populaire en Amérique centrale pour soigner la bronchite et d'autres douleurs de poitrine. Le sirop tiré de l'écorce aurait des vertus pour traiter le rhumes et les catarrhes, les hémorroïdes, et le cataplasme de feuilles appaiserait les tumeurs enflammées,.
L'extrait de bois d'une espèce proche (Robrichia schomburgkii) présente une activité antimicrobienne.
L'écorce épaisse d'une espèce proche d'Amérique centrale (Enterolobium cyclocarpum) est employée pour le tannage des peaux et du cuir, et pour produire une sorte de lessive pour laver les vêtements, et ses graines très dures et cerclées d'un trait orangé servent à fabriquer des bijoux.

## Protologue
En 1996, les botanistes Barneby & J.W. Grimes proposent le protologue suivant pour Enterolobium oldemanii, basionyme de Robrichia oldemanii (Barneby & J.W. Grimes) A.R.M. Luz & É.R. Souza : 
« Enterolobium oldemanii Barneby & Grimes, sp. nov. E. schomburgkii floribus terminalibus disco lobulato provisis et staminibus 10-meris simulans sect ab eo foliolis plurumque latioribus (0.7-1.2 nee 0.5-0.8 mm) floribus fere duplo longioribus et ovario minus pubescenti minus oblique tamen valde truncato differt. - FRENCH GUIANA. Ancienne réserve forestière du Matoury, Ile de Cayenne, 30 aout 1966 (fl.), Oldeman 2242. - Holotypus, P!; isotypi, CAY (2 sheets)!, NY (fragm.)!. Fig. 18H. »
— Rupert Charles Barneby & James Walter Grimes, 1996.